# Торий-228
То́рий-228 (англ. thorium-228), историческое название радиото́рий (лат. Radiothorium, обозначается символом RdTh или Rt) — радиоактивный нуклид химического элемента тория с атомным номером 90 и массовым числом 228. Открыт в 1905 году Отто Ганом. Основное состояние ядра имеет спин и чётность Jπ = 0+. Ядро имеет три очень короткоживущих изомерных состояния с периодами полураспада 0,405 нс (Jπ = 2+, E = 57,8 кэВ), 0,164 нс (Jπ = 4+, E = 186,8 кэВ) и 0,29 нс (Jπ = 2+, E = 1153,5 кэВ), а также десятки ещё более короткоживущих возбуждённых уровней.
Сечение захвата тепловых нейтронов (с образованием ядра торий-227) составляет 123(15) барна, при этом сечение захвата тепловых нейтронов с делением не превышает 0,3 барна. Энергия отрыва нейтрона составляет 7109,6 кэВ, протона — 6372 кэВ.
Принадлежит к радиоактивному семейству тория-232 (так называемый ряд тория). Вследствие этого существует в природе (в материалах, содержащих торий), постоянно образуясь и распадаясь. Равновесное содержание тория-228 по отношению к природному торию (представленному одним изотопом, 232Th), равно отношению их периодов полураспада: (1,91 года)/(1,405·1010 лет) = 1,36·10−10. Однако в некоторых природных образцах (например, в речных водах) равновесие может быть нарушено.

## Образование и распад
Торий-228 непосредственно образуется в результате следующих процессов:
- β−-распада нуклида 228Ac (период полураспада составляет 6,15(2) часа, доступная энергия бета-распада 2127 кэВ)[2]:

{\displaystyle \mathrm {{}_{89}^{228}Ac} \rightarrow \mathrm {{}_{90}^{228}Th} +e^{-}+{\bar {\nu }}_{e};}
- электронный захват и (происходящий с меньшей вероятностью) позитронный распад нуклида протактиния 228Pa (период полураспада 22 часа, доступная энергия электронного захвата 2148 кэВ)[2]:

{\displaystyle \mathrm {^{228}_{91}Pa} +e^{-}\rightarrow \mathrm {^{228}_{90}Th} +{\nu }_{e},}
{\displaystyle \mathrm {^{228}_{91}Pa} \rightarrow \mathrm {^{228}_{90}Th} +e^{+}+{\nu }_{e};}
- α-распад нуклида урана 232U (период полураспада 68,9 года, энергия распада 5413,55 кэВ)[2]:

{\displaystyle \mathrm {^{232}_{92}U} \rightarrow \mathrm {^{228}_{90}Th} +\mathrm {^{4}_{2}He} .}
Торий-228 может образовываться также в результате многих ядерных реакций, например при захвате нейтрона торием-227, в (α, 2n)-реакции на радии-226, в (p, t)-реакции и (α, α'2n)-реакции на тории-230 и т. д.
Сам торий-228 α-радиоактивен с периодом полураспада 1,9131 года. В результате альфа-распада образуется нуклид 224Ra (полная выделяемая энергия при распаде составляет 5520,08(22) кэВ):
{\displaystyle \mathrm {^{228}_{90}Th} \rightarrow \mathrm {^{224}_{88}Ra} +\mathrm {^{4}_{2}He} ;}
энергия испускаемых α-частиц 5423,15 кэВ (в 72,2 % случаев, при распаде на основной уровень) и 5340,36 кэВ (в 27,2 % случаев, при распаде на возбуждённый уровень 84,373 кэВ радия-224); существуют также распады на более высокие уровни радия-224 с вероятностью в доли процента.
Для тория-228 существует также чрезвычайно низкая вероятность кластерного распада (с испусканием ядра 20O и образованием дважды магического ядра свинца-208; вероятность события 1,13(22)⋅10−11 %):
{\displaystyle \mathrm {^{228}_{90}Th} \rightarrow \mathrm {^{208}_{82}Pb} +\mathrm {^{20}_{8}O} .}

## Применение
- Торий-228 используется для получения торона (220Rn)[5].
- Торий-228 используется как радиоактивный источник для калибровки ядерных спектрометров и других детекторов ионизирующего излучения.